# Esturgeon de l'Adriatique
Espèce
Synonymes
- Accipenser lutescens (Rafinesque, 1820)[1]
- Acipenser heckelii Brandt & Ratzeburg, 1833[1]
- Acipenser heckelii Fitzinger, 1836[1]
- Acipenser ladanus Nardo, 1847[1]
- Acipenser nardoi Heckel, 1851[1]
- Acipenser nasus Heckel, 1851[1]
- Acipenser platycephalus Bonaparte, 1846[1]
- Acipenser sturionaster Brusina, 1902[1]
- Acipenser sturionellus Nardo, 1860[1]

Statut de conservation UICN

 CR  : 
En danger critique
Statut CITES
Acipenser naccarii, communément appelé l'Esturgeon de l'Adriatique est une espèce de poissons de la famille des Acipenseridae, endémique de la mer Adriatique et en particulier dans les eaux douces du nord de l'Italie et le long des côtes adriatiques de l'Albanie, de la Croatie, de la Grèce, du Monténégro et de la Slovénie. Des spécimens peuvent être observés dans plusieurs aquariums publics italiens, tels que l'Aquarium de Milan et l'Aquarium de Gênes, ainsi qu'en Espagne à l'Aquarium Finisterrae. C'est un poisson allongé qui peut atteindre une longueur maximale d'environ 2 m et une masse maximal de 25 kg avec un dos brun olive, des flancs plus pâles et un ventre blanchâtre.
L'Esturgeon de l'Adriatique est menacé par la perte de son habitat et la surpêche, en particulier la capture de poissons immatures qui ne se sont pas reproduits. Les populations de poissons ont fortement diminué de plus de 80% depuis les 60 dernières années. En 2010, l'Union internationale pour la conservation de la nature a changé son statut de conservation d'espèce vulnérable (VU) à espèce en danger critique d'extinction (CR), et il est probable qu'il soit fonctionnellement éteint à l'état sauvage, comme aucune reproduction n'a été confirmée depuis les années 80. Son aire de répartition actuelle est réduite au cours moyen et inférieur du Pô. Cependant, il se reproduit avec succès en captivité et survit dans les piscicultures commerciales et les programmes d'élevage en captivité.

## Description
Tout comme les autres esturgeons, l'Esturgeon de l'Adriatique possède un squelette cartilagineux, caractéristique de la sous-classe des chondrostéens. Il n'a également pas d'écaille mais son corps est partiellement recouvert de plaques osseuses, appelées les scutelles et quatre barbillons tactiles qui précèdent leur bouche édentée. Il possède un corps allongé, un rostre plat, des scutelles osseuses distinctives et un lobe supérieur allongé de sa nageoire caudale. Il s'agit d'un prédateur benthiques. Avec son rostre il remue la vase, et utilise ses barbillons pour détecter des mollusques, des crustacés et de petits poissons dont il se nourrit.
L'Esturgeon de l'Adriatique peut atteindre une longueur maximale d'environ 2 m et une masse maximal de 25 kg. Son museau est large et arrondi, la lèvre inférieure a une fente centrale et les quatre barbillons sont plus près de l'extrémité du museau que de la bouche. La nageoire dorsale qui ne présente aucune épine, a entre 36 et 48 rayures estompées, et la nageoire anale a entre 24 et 31 rayures estompées. La coloration dorsale est brun olive, les flancs sont plus pâles et la face inférieure est blanche.

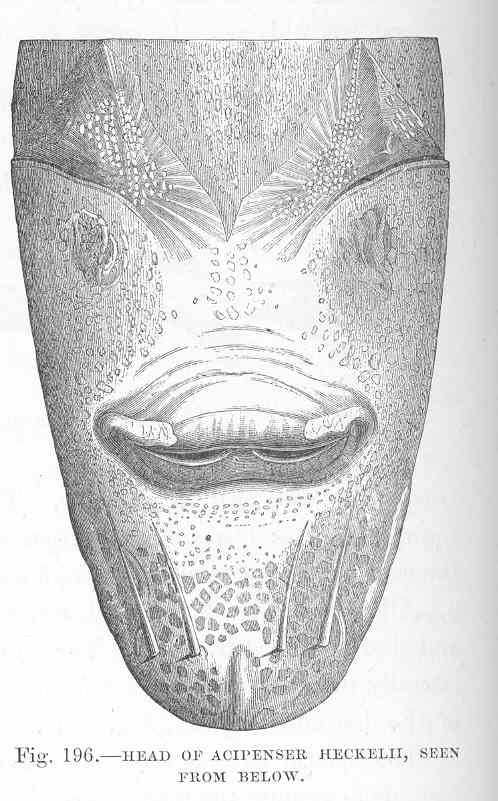
Acipenser naccarii, tête vue de dessous
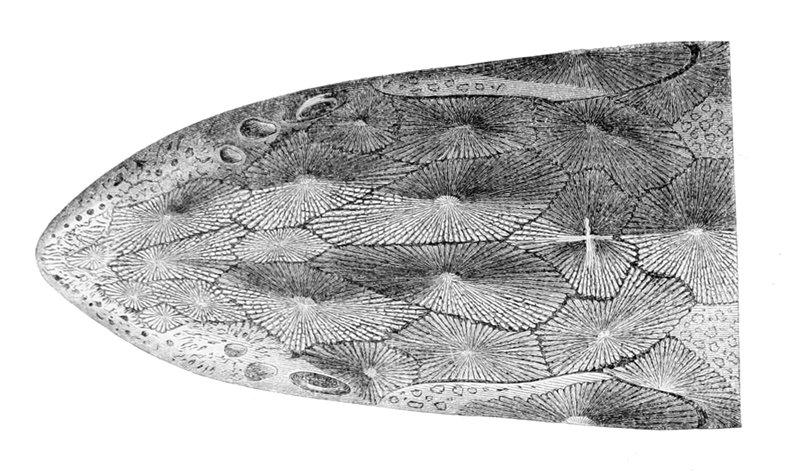
Acipenser naccarii, tête vue de dessus
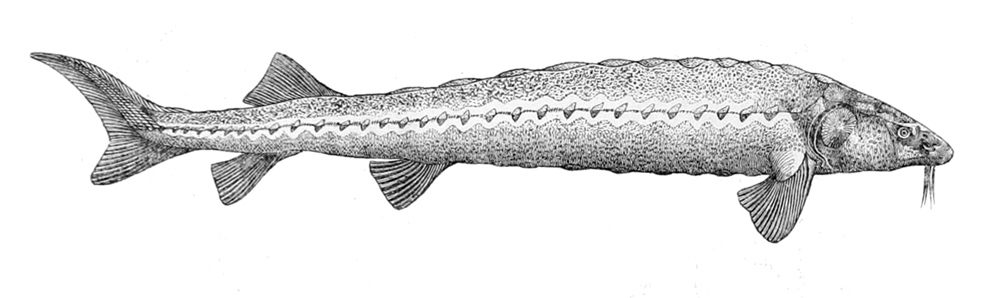
Acipenser naccarii

## Habitat
L'Esturgeon de l'Adriatique est une espèce anadrome à longue durée de vie, environ 20 ans, que l'on trouve à différentes périodes de sa vie en eau douce et en milieu marin, notamment dans les estuaires et les eaux saumâtres. On le trouve à des profondeurs de 10 à 40 m. Après avoir passé une période de croissance dans les estuaires et les eaux côtières, les jeunes poissons passent la majeure partie de leur vie dans les grandes rivières, à la recherche de crustacés et de petits poissons qu'ils aspirent avec leur bouche édentée. Les poissons adultes remontent le cours d'eau au printemps pour frayer dans les eaux peu profondes claires et graveleuses. De nos jours, les seules frayères appropriées pour cette espèce se trouvent au confluent du Pô et de ses affluents.
Historiquement, il se trouvait dans la mer Adriatique et dans les rivières qui s'y jettent de part et d'autre. En 1932, son aire de répartition en mer s'étendait de Venise et Trieste à la Grèce  et à Corfou. En 1892, il était présent dans les rivières Adige, Brenta, Bacchiglione, Piave, Livenza, Tagliamento et dans le Pô et ses affluents, où il a été signalé jusqu'à Turin. Il était aussi traditionnellement présent dans les rivières Ticino et Adda, le long des côtes albanaises, et dans les rivières de Croatie, de Bosnie-Herzégovine et du Monténégro, y compris le lac de Skadar. Il a été signalé une dernière fois en 1973 en Grèce et en 1997 en Albanie dans le fleuve Buna.
De nos jours, à la suite d'un plan de reconstitution mené par plusieurs institutions publiques de 1990 à 2007, des spécimens ont été recensés dans le Pô et ses affluents Tessin, Adda, Oglio et Mincio, et dans les rivières Adige, Livenza, Piave, Tagliamento. Le barrage de l'Île Serafini, situé au milieu du fleuve Pô, empêche les mouvements migratoires des populations en aval vers la partie amont du fleuve. Il n'existe aucune preuve de frai naturel d'individus sauvages ou relâchés.

## Habitats artificiels
Certains parcs aquatiques permettent l'observation de l'animal dans des bassins clos  :
- en Allemagne :
  - Parc d'Aventure Naturelle, Ibbenbüren ;
- en Autriche :
  - Alpenzoo, Innsbruck ;
- en Italie :
  - Aquarium de Milan, Milan ;
  - Aquarium de Gênes, Gênes ;
- en Espagne :
  - Aquarium Finisterrae, La Corogne ;

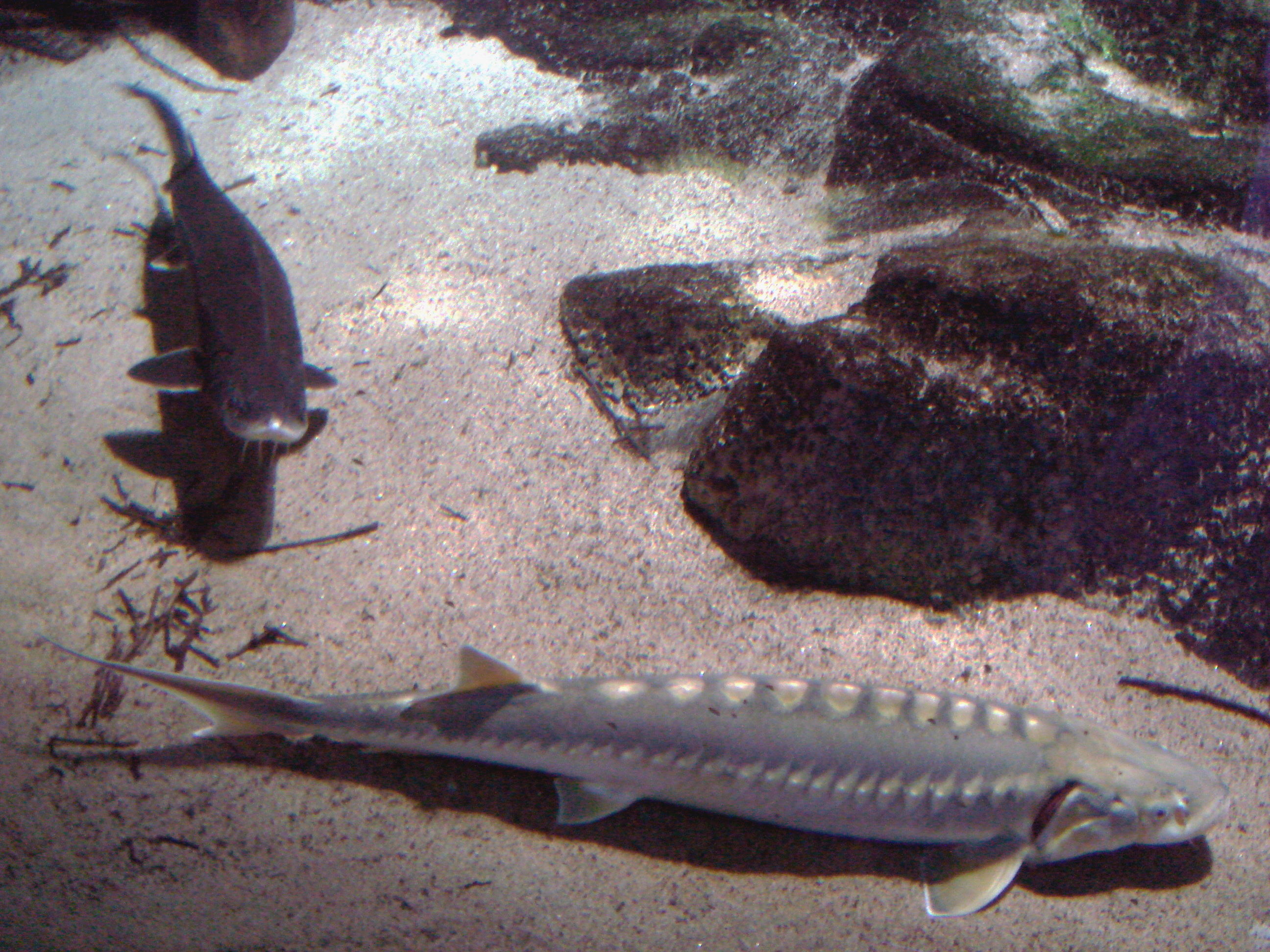
Acipenser naccarii à l'Aquarium de Milan

  - Bioparc, Fuengirola ;
  - Aquarium de Séville, Séville.

## Menaces de l'espèce
L'Esturgeon de l'Adriatique est confronté à un certain nombre de menaces telles que la pollution des cours d'eau par les effluents industriels et le ruissellement agricole et la fragmentation de son habitat par la construction de barrages, qui l'empêche de se déplacer en amont vers des frayères appropriées. La surpêche illégale ou légale est particulièrement néfaste puisqu'elle capture également des jeunes poissons n'ayant pas atteint leur maturité sexuelle. Il est également confronté à la concurrence du Silure glane (Silurus glanis) qui a étendu son aire de répartition en Europe occidentale. Comme sa population est moins nombreuse, il est affecté par l'effet Allee qui soutient que le taux de croissance d'un poisson est réduit si la densité de population est plus faible.

## Conservation
En 2010, n'ayant observée aucune fraie dans la nature depuis la fin des années 80, l'Union internationale pour la conservation de la nature décide de classer ce poisson dans la catégorie espèce en danger critique d'extinction. L'espèce était listée dans la catégorie Vulnérable depuis 1996.
Un plan de reconstitution de cette espèce a été mis en œuvre par plusieurs administrations publiques depuis le début des années 1990, avec des recherches scientifiques et des actions de repeuplement d'environ un demi-million de spécimens de différentes tailles réintroduits dans les eaux publiques (rivières Adda, Oglio, Piave, Po). La reproduction artificielle en pisciculture (ex-situ) est efficace et réussie depuis 1988, à partir d'une population originale capturée dans la nature dans les années 1970. Cependant, il n'existe aucune preuve confirmant la poursuite de la reproduction à l'état sauvage.